# Miroslav Markićević
Miroslav Markićević, cyr. Мирослав Маркићевић (ur. 1958 w Čačaku) – serbski polityk, poseł do Zgromadzenia Narodowego, przewodniczący komitetu wykonawczego Nowej Serbii.

## Życiorys
Z wykształcenia technik mechanik, pracował w tym zawodzie. W działalność polityczną zaangażował się na początku lat 90. w ramach Serbskiego Ruchu Odnowy. Odszedł z tego ugrupowania wraz z Velimirem Iliciem, współtworząc Nową Serbię. W partii tej objął stanowisko przewodniczącego komitetu wykonawczego.
W 2003 po raz pierwszy uzyskał mandat posła do Skupsztiny. Z powodzeniem ubiegał się o reelekcję w kolejnych wyborach w 2007, 2008, 2012, 2014 i 2016 z list koalicyjnych współtworzonych przez jego ugrupowanie. W parlamencie powoływany na przewodniczącego frakcji poselskiej Nowej Serbii.